# Jan de Czarnków

Armoiries de Nałęcz III

Jan(ko) de Czarnków (polonais : Jan(ko) z Czarnkowa) (né vers 1320, mort en 1387), était un chroniqueur polonais, vice-chancelier de la Couronne et archidiacre de Gniezno.

## Biographie
Il a commencé sa carrière en tant que diplomate au service d'un des évêques polonais et a ensuite rejoint la Chancellerie royale. De 1366 à 1371, il a été vice-chancelier. Après la mort de Casimir III le Grand en 1370, Janko a soutenu Casimir IV de Poméranie contre Louis Ier de Hongrie. Perdant la lutte contre les partisans de la dynastie angevine, il a été exilé en 1371, mais est revenu en 1375.
Entre 1377 et 1386, il a écrit une chronique sur les années 1370-1384 et les événements dont il a été témoin. Certains historiens le considèrent comme l'auteur de la Chronique de Grande Pologne. La chronique, maintenant dépourvue de début et de fin, couvre la période entre 1370 et 1384. Elle a les caractéristiques à la fois d'un journal intime et d'un pamphlet politique anti-angevin,,.